# Searsia pterota
Searsia pterota är en sumakväxtart som först beskrevs av Karel Presl, och fick sitt nu gällande namn av Moffett. Searsia pterota ingår i släktet Searsia och familjen sumakväxter. Inga underarter finns listade i Catalogue of Life.